# Брюховець Олена Юріївна
Оле́на Юріївна Брюхове́ць (8 червня 1971) — радянська і українська тенісистка-професіонал, тенісний тренер і спортивний журналіст. Заслужений майстер спорту СРСР.

## Спортивні досягнення
- Чемпіонка світу і Європи серед дівчат.
- Чемпіонка СРСР 1989 року в жіночому одиночному розряді.
- Наймолодша переможниця Спартакіади народів СРСР в історії радянського тенісу (завоювала цей титул в 15 років).
- Переможниця командної першості Європи в складі збірної Радянського Союзу.
- Володарка 3 титулів WTA у парному розряді.
- На турнірах серії Великого шолому найбільшим досягненням став вихід у третє коло Вімблдонського турніру та Роланд Гароссу в 1991 та 1992 роках.

## Кар'єра тренера
Після завершення спортивної кар'єри перейшла на тренерську роботу. Мала власну школу в Одесі. Тренувала переважно дітей з Росії. Пояснює це тим, що не хотіла відбивати учнів у тих, з ким разом грала і поруч росла. Були і українські діти, зокрема кілька 12-річних дівчат, які грали за збірну України. Після протистояння в Одесі 2 травня 2014 року переїхала до Росії. Пояснює це тим, що через обмеження по в'їзду громадян Росії, дуже складно стало приїжджати в Одесу близьким її учнів, особливо татам і дідусям. Чоловік Олени Брюховець з Москви і сама вона має російське громадянство (рос.). Наприкінці 2015 року очолила Рязанську академію тенісу.

## Фінали Туру WTA

### Одиночний розряд (1 поразка)
| Легенда           |   |
| Grand Slam        | 0 |
| WTA Championships | 0 |
| Tier I            | 0 |
| Tier II           | 0 |
| Tier III          | 0 |
| Tier IV & V       | 0 |

| Результат | Ранг | Дата | Турнір        | Покриття | Опонент     | Рахунок  |
| --------- | ---- | ---- | ------------- | -------- | ----------- | -------- |
| Поразка   | 1.   | 1990 | Москва, Росія | Килим    | Лейла Месхі | 4–6, 4–6 |

### Парний розряд 5 (3 титули, 2 поразки)
| Легенда           |   |
| Grand Slam        | 0 |
| WTA Championships | 0 |
| Tier I            | 0 |
| Tier II           | 0 |
| Tier III          | 0 |
| Tier IV & V       | 2 |

| Титули за покриттям |   |
| Тверде              | 1 |
| Ґрунт               | 1 |
| Трава               | 0 |
| Килим               | 1 |

| Результат | Ранг | Дата     | Турнір                 | Покриття | Партнер           | Опоненти                        | Рахунок  |
| --------- | ---- | -------- | ---------------------- | -------- | ----------------- | ------------------------------- | -------- |
| Перемога  | 1.   | Тра 1990 | Таранто, Італія        | Ґрунт    | Євгенія Манюкова  | Сільвія Фаріна-Елія Ріта Гранде | 7–6, 6–1 |
| Поразка   | 2.   | 1990     | Москва, Росія          | Килим    | Євгенія Манюкова  | Гретхен Раш Робін Вайт          | 2–6, 4–6 |
| Перемога  | 3.   | Жов 1990 | Dorado, Пуерто-Рико    | Тверде   | Наталія Медведєва | Емі Фрейзер Джулі Річардсон     | 6–4, 6–2 |
| Перемога  | 4.   | 1991     | Санкт-Петербург, Росія | Килим    | Наталія Медведєва | Ізабель Демонжо Джо Дьюрі       | 7–5, 6–3 |
| Поразка   | 5.   | Тра 1992 | Belgian Open, Бельгія  | Ґрунт    | Петра Лангрова    | Манон Боллеграф Кароліна Віс    | 4–6, 3–6 |

## Фінали ITF

### Одиночний розряд (4-1)
| Турніри $100,000 |
| Турніри $75,000  |
| Турніри $50,000  |
| Турніри $25,000  |
| Турніри $10,000  |

| Результат | Ранг | Дата             | Турнір                       | Покриття | Опонент           | Рахунок       |
| Перемога  | 1.   | 7 серпня 1989    | Падерборн, Західна Німеччина | Ґрунт    | Michaela Kriebel  | 6–1, 6–7, 6–3 |
| Перемога  | 2.   | 23 жовтня 1989   | Burgdorf, Швейцарія          | Килим    | Валері Батю       | 6–4, 6–1      |
| Перемога  | 3.   | 6 листопада 1989 | Свіндон, Велика Британія     | Килим    | Беате Райнштадлер | 6–2, 6–4      |
| Поразка   | 4.   | 23 квітня 1990   | Казерта, Італія              | Ґрунт    | Катажина Новак    | 6–1, 2–6, 3–6 |
| Перемога  | 5.   | 30 вересня 1996  | Ньюпорт-Біч, США             | Тверде   | Мерседес Пас      | 6–2, 6–4      |

### Парний розряд (14–2)
| Результат | Ранг | Дата             | Турнір                       | Покриття   | Партнер              | Опоненти                          | Рахунок       |
| Перемога  | 1.   | 28 вересня 1987  | Bol, Yugoslavia              | Ґрунт      | Вікторія Мильвидська | Aida Halatian Євгенія Манюкова    | 6–4, 5–7, 6–4 |
| Перемога  | 2.   | 15 серпня 1988   | Rebecq, Бельгія              | Ґрунт      | Вікторія Мильвидська | Ілана Бергер Anat Varon           | 6–2, 6–2      |
| Перемога  | 3.   | 29 серпня 1988   | Нівель, Бельгія              | Ґрунт      | Вікторія Мильвидська | Река Сіксаї Амі ван Бюрен         | 1–6, 7–5, 6–1 |
| Перемога  | 4.   | 24 липня 1989    | Суб'яко, Італія              | Ґрунт      | Євгенія Манюкова     | Medi Dadoch Яел Сегал             | 6–2, 6–0      |
| Поразка   | 5.   | 7 серпня 1989    | Падерборн, Західна Німеччина | Ґрунт      | Євгенія Манюкова     | Івана Янковська Ева Меліхарова    | 4–6, 2–6      |
| Перемога  | 6.   | 23 жовтня 1989   | Burgdorf, Швейцарія          | Килим (i)  | Євгенія Манюкова     | Сандрін Жаке Ева Крапль           | 6–4, 6–2      |
| Перемога  | 7.   | 30 жовтня 1989   | Пфорцгайм, Західна Німеччина | Тверде     | Євгенія Манюкова     | Кароліна Шнайдер Елізабет Гелфін  | 6–1, 6–1      |
| Перемога  | 8.   | 6 листопада 1989 | Свіндон, Велика Британія     | Килим      | Євгенія Манюкова     | Джулі Салмон Кароліна Віс         | 6–3, 6–4      |
| Перемога  | 9.   | 22 січня 1990    | Гельсінкі, Фінляндія         | Килим      | Євгенія Манюкова     | Nina Erickson Ева Лена Ольссон    | 6–1, 6–4      |
| Перемога  | 10.  | 29 січня 1990    | Дандерид (комуна), Швеція    | Тверде (i) | Євгенія Манюкова     | Carolin Franzke Кароліна Шнайдер  | 6–2, 6–0      |
| Перемога  | 11.  | 5 лютого 1990    | Ставангер, Норвегія          | Capet      | Nina Erickson        | Барбара Ріттнер Гайке Томс        | 6–2, 6–2      |
| Перемога  | 12.  | 23 квітня 1990   | Казерта, Італія              | Тверде     | Євгенія Манюкова     | Міхаела Фріммерова Река Сіксаї    | 4–6, 6–3, 6–1 |
| Перемога  | 13.  | 6 травня 1996    | Щецин, Польща                | Ґрунт      | Олена Татаркова      | Ленка Ценкова Адріана Герші       | 6–2, 6–1      |
| Перемога  | 14.  | 16 червня 1996   | Ташкент, Узбекистан          | Ґрунт      | Олена Татаркова      | Katrin Kilsch Робін Модслі        | 6–4, 6–2      |
| Поразка   | 15.  | 9 березня 1997   | Рокфорд (Іллінойс), США      | Тверде     | Нелле ван Лоттум     | Джанет Лі Марія Страндлунд        | 6–7, 3–6      |
| Перемога  | 16.  | 11 вересня 2000  | Одеса, Україна               | Тверде     | Inna Bryukhovets     | Natalia Bogdanova Juleya Semenets | 6–3, 6–3      |